# القمة الأولى لمجموعة الستة
القمة الأولى لمجموعة الستة، انعقدت بعد الأزمة النفطية في عام 1973 وفترة الركود الاقتصادية التي تبعتها، ظهر مفهوم تجمع للدول الأكثر تصنيعاً. في عام 1974 أنشأت الولايات المتحدة المجموعة في تجمع غير رسمي للمسؤولين الاقتصاديين من الولايات المتحدة الأمريكية والمملكة المتحدة وألمانيا الغربية واليابان وفرنسا. أما في عام 1975 فقد دعا الرئيس الفرنسي فاليري جيسكار ديستان زعماء حكومات ألمانيا الغربية وإيطاليا واليابان والمملكة المتحدة والولايات المتحدة الأمريكية إلى قمة في رامبوليت، المكان الذي أتفق فيه الزعماء الستة على تنظيم اجتماع سنوي تحت رئاسة متناوبة، مشكلين بذلك مجموعة الستة. لتصبح فيما بعد مجموعة الدول الصناعية السبع ثم مجموعة الثماني.